# 卢秉恒
卢秉恒（1945年2月5日—），安徽亳州人，机械工程专家，中国工程院院士，西安交通大学机械工程学院院长。

## 履历[1]
- 1967年，于合肥工业大学机械制造工艺与设备专业毕业。
- 1986年，于西安交通大学机械制造与自动化专业获取博士学位。
- 2005年，当选中国工程院院士。